# Pentaceration bassiana
Pentaceration bassiana är en kräftdjursart som beskrevs av Just 2009. Pentaceration bassiana ingår i släktet Pentaceration och familjen Paramunnidae.
Artens utbredningsområde är Bassundet. Inga underarter finns listade i Catalogue of Life.